# Valdenebro de los Valles
Valdenebro de los Valles è un comune spagnolo di 215 abitanti situato nella comunità autonoma di Castiglia e León.